# 小笠原長之
小笠原 長之（おがさわら ながゆき）は、江戸時代の武士。毛利氏家臣で長州藩士。父は石見小笠原氏の第16代当主・小笠原長親。

## 生涯
慶長18年（1613年）、小笠原長親の次男として生まれる。当時の小笠原長親は、関ヶ原の戦い後に毛利氏を離れ、石見国津和野藩主・坂崎直盛に仕えていたが、坂崎直盛の津和野藩が改易となった元和2年（1616年）以降、毛利氏に帰参している。
石見小笠原氏が毛利氏に帰参し、兄の就長が毛利秀就に側近として仕えるようになっても、長之は毛利氏に仕官していなかったが、就長の申し出により、父・長親の御養扶持を長之が相続することを秀就に許可された。ただし、後に就長の知行と長之の知行の交換が行われている。
寛文11年（1671年）10月21日に59歳で死去。後を子の長重が継いだ。